# Aurelia Brădeanu
Aurelia Brădeanu (5 de maio de 1979) é uma handebolista profissional romena.

## Carreira
Aurelia Brădeanu representou a Seleção Romena de Handebol Feminino nos Jogos Olímpicos de Verão de 2016, que terminou em 9º lugar.